# やっぱ好きやねん
「やっぱ好きやねん」（やっぱすきやねん）は、1986年9月21日に発売されたやしきたかじんの13枚目のシングル。

## 解説
2年4ヶ月振りのシングル。たかじんの楽曲では初めて鹿紋太郎が作詞・作曲を手掛けた。好きやねんブームの火付け役となり関西で大ヒットした。前々作の「ラヴ・イズ・オーヴァー」や前作の「あんた」を上回る売上を記録した。

## 背景
東京都出身の鹿が関西の文化に憧れ書いた歌のため、歌詞は正確な大阪弁ではなかった。しかし、たかじん自身は「関西弁の歌が歌いたいのではなく、女性の心を歌いたい」と考え、歌詞変更をせずレコーディングした。タイトル「やっぱ好きやねん」の「やっぱ」は、関東弁で、関西は「やっぱり」「やっぱし」と言う。だが関西でも若者は「やっぱ」を使う場合がある。「好きやねん」も本来、関西は「好っきゃねん」と発音することが多く、たかじんも「好っきゃねん」に近い発音で歌っている。

## エピソード
たかじんと親交の深かった天童よしみが2014年4月22日の『NHK歌謡コンサート』（NHK大阪ホールからの中継）、同年12月16日の『わが心の大阪メロディー』、同年12月31日の『第65回NHK紅白歌合戦』で歌唱。たかじんは生前NHK嫌いを公言し、『紅白』への出場はなかったため、カバーではあるが、紅白の舞台で初めてたかじんの持ち歌が披露された。
同年5月1日より、大阪環状線大阪駅の発車メロディとして使用されている。

## 収録曲
1. やっぱ好きやねん [04:24]
作詞・作曲：鹿紋太郎／編曲：川村栄二
2. Yume irankane（new remix version） [04:36]
作詞：荒木十章／作曲：やしきたかじん／編曲：上柴はじめ

## カバー
- 玉置浩二（2014年12月3日、アルバム『群像の星 〜GREAT STARS〜』収録）
- パク・ジュニョン（2015年3月11日、アルバム『愛の法則〜名曲カバー・コレクション〜』収録）
- BORO（2015年9月16日、アルバム『大阪で生まれた歌』収録）
- ダイアモンド☆ユカイ（2016年3月9日、アルバム『RespectⅢ』収録）
- 天童よしみ（2018年6月20日、アルバム『VOICE』収録）